# Wet buitengewoon pensioen 1940-1945
De Wet buitengewoon pensioen 1940-1945 (Wbp) is een Nederlandse wet die dateert uit 1947. Conform deze wet krijgen personen (ook niet-Nederlanders en nabestaanden) die door daad of houding hebben deelgenomen aan het Nederlandse verzet tijdens de Tweede Wereldoorlog tegen de Duitse bezetter financiële ondersteuning.

## Verzetsdeelnemers
Grofweg komen de volgende verzetsdeelnemers in aanmerking voor financiële ondersteuning
- Verzetsdeelnemers. Dit zijn  personen die verzet hebben gepleegd tegen de vijandelijke bezettende macht van het Koninkrijk der Nederlanden in Europa. Voorwaarde is dat men ten gevolge van  verzetsdeelname lichamelijk en/of geestelijk invalide zijn geworden.

De wet omschrijft dit als volgt: "Zij, die tijdens de vijandelijke bezetting van het Rijk in Europa door daad of houding hebben deelgenomen aan het binnenlands verzet, met inbegrip van hen die deel uitmaakten van de Binnenlandse Strijdkrachten en daadwerkelijk hebben deelgenomen aan de strijd tegen de vijandelijke bezettende macht van het Rijk in Europa." 
- Nabestaanden. Hierbij gaat het om de nabestaanden van verzetsdeelnemers zoals  weduwen, weduwnaars, geregistreerde partners en minderjarige wezen

Om in aanmerking te komen voor deze wet moet er een aantoonbaar verband zijn tussen het verzet en de invaliditeit. Hierbij geldt de omgekeerde bewijslast. Hiermee wordt bedoeld dat men een verband tussen het verzet en de invaliditeit aanneemt  als de invaliditeit niet duidelijk uit andere oorzaken is ontstaan. 

## Procedure
De Stichting 1940-1945 stelt naar aanleiding van de aanvraag een onderzoek in naar het verzet van de aanvrager. Op basis van getuigenverklaringen, historisch onderzoek e.d. wordt een verzetsrapport opgesteld. Dit rapport wordt vervolgens voorgelegd aan  de Centrale Bestuurscommissie van de Stichting 1940-1945. Deze commissie geeft een positieve of negatieve verklaring af. De verklaring van de commissie over verzet en waardigheid wordt met het verzetsrapport vervolgens naar de Raadskamer Wbp verzonden. De Raadskamer beslist over de aanspraak op een buitengewoon pensioen. 

## Uitvoering
De wet werd tot 1 januari 2008 uitgevoerd door de Pensioen- en Uitkeringsraad, Raadskamer Wetten buitengewoon pensioen, in Heerlen. Vanaf 1 januari 2008 wordt de wet uitgevoerd door de Pensioen- en Uitkeringsraad in Leiden. Vanaf 1 januari 2011 wordt de wet uitgevoerd door de Sociale Verzekeringsbank in Leiden.